# Justicia decumbens
Justicia decumbens är en akantusväxtart som beskrevs av William Grant Craib. Justicia decumbens ingår i släktet Justicia och familjen akantusväxter. Inga underarter finns listade i Catalogue of Life.